# IC 479
IC 479 је спирална галаксија у сазвјежђу Близанци која се налази на листи објеката дубоког неба у Индекс каталогу.
Деклинација објекта је + 27° 0' 26" а ректасцензија 7h 54m 22,1s. Привидна величина (магнитуда) објекта IC 479 износи 14,7 а фотографска магнитуда 15,4. IC 479 је још познат и под ознакама MCG 5-19-20, CGCG 148-58, PGC 22138.